# Bahía de las Águilas
Die Bahía de las Águilas, zu Deutsch Bucht der Adler, ist eine Bucht an der Karibikküste der Dominikanischen Republik.

## Geographie
Die Bahía de las Águilas liegt im Süd-Westen der Dominikanischen Republik in der Provinz Pedernales. Pedernales ist auch die Hauptstadt der Provinz und ist die nächstgelegene Stadt, ca. 25 km entfernt. Die Bucht erstreckt sich sichelförmig von der Punta Águila im Norden, bei Cueva de los Pescadores, bis zur Punta Chimanche im Süden. Die Küstenlinie ist somit auch Teil der Landspitze zu Cabo Beata. Die Küste besteht aus Korallenfelsen und einem Strand, der ca. 5,5 km lang ist. Im hinteren Bereich des Strandes hat sich eine natürliche Saline gebildet.

## Ökologie
Die Bahía de las Águilas ist Teil des Nationalparks Jaragua und somit seit 2017 Teil des grenzüberschreitenden UNESCO-Biosphärenreservats La Selle - Jaragua-Bahoruco-Enquirillo. Der Meeresgrund besteht aus Korallenriffs und zum Ufer hin aus Seegraswiesen. Die Gewässer beheimaten eine große Artenvielfalt. Besonders hervorzuheben sind die Meeresschildkröten, welche am Strand nisten, darunter sind sehr häufig die Nester der Lederschildkröte anzutreffen. Des Weiteren kann man noch die Karibik-Manaties, die Große Fechterschnecke, welche in der Dominikanischen Republik Lambi genannt und als Delikatesse verzehrt wird, oder mindestens vier Arten von Hirnkorallen erwähnen.

## Tourismus
Der Strand und das kristallklare Wasser der Bucht sind die Hauptanziehungspunkte. Der Strand gilt als einer der schönsten Strände der Welt. Durch den Naturschutz ist der Strand der Bucht weitestgehend unberührt. Es gibt dort keine Hotels oder Restaurants. Touristisch wird die Umgebung vom nördlich liegenden Cueva de los Pescadores genutzt. Die überwiegend einheimischen Touristen machen Tagesausflüge mit Bussen, um dann von dort mit kleinen Booten den Strand zu besuchen. In Cueva de los Pescadores gibt es auch einfache Übernachtungsmöglichkeiten, wie zwei Glampings und eine Lodge. Zur Verpflegung gibt es zwei Restaurants. Seit 2020 gibt es eine kleine Tauchbasis mit Tauchschule, welche die Bucht mit einer Ausnahmegenehmigung erschlossen hat.

## Galerie

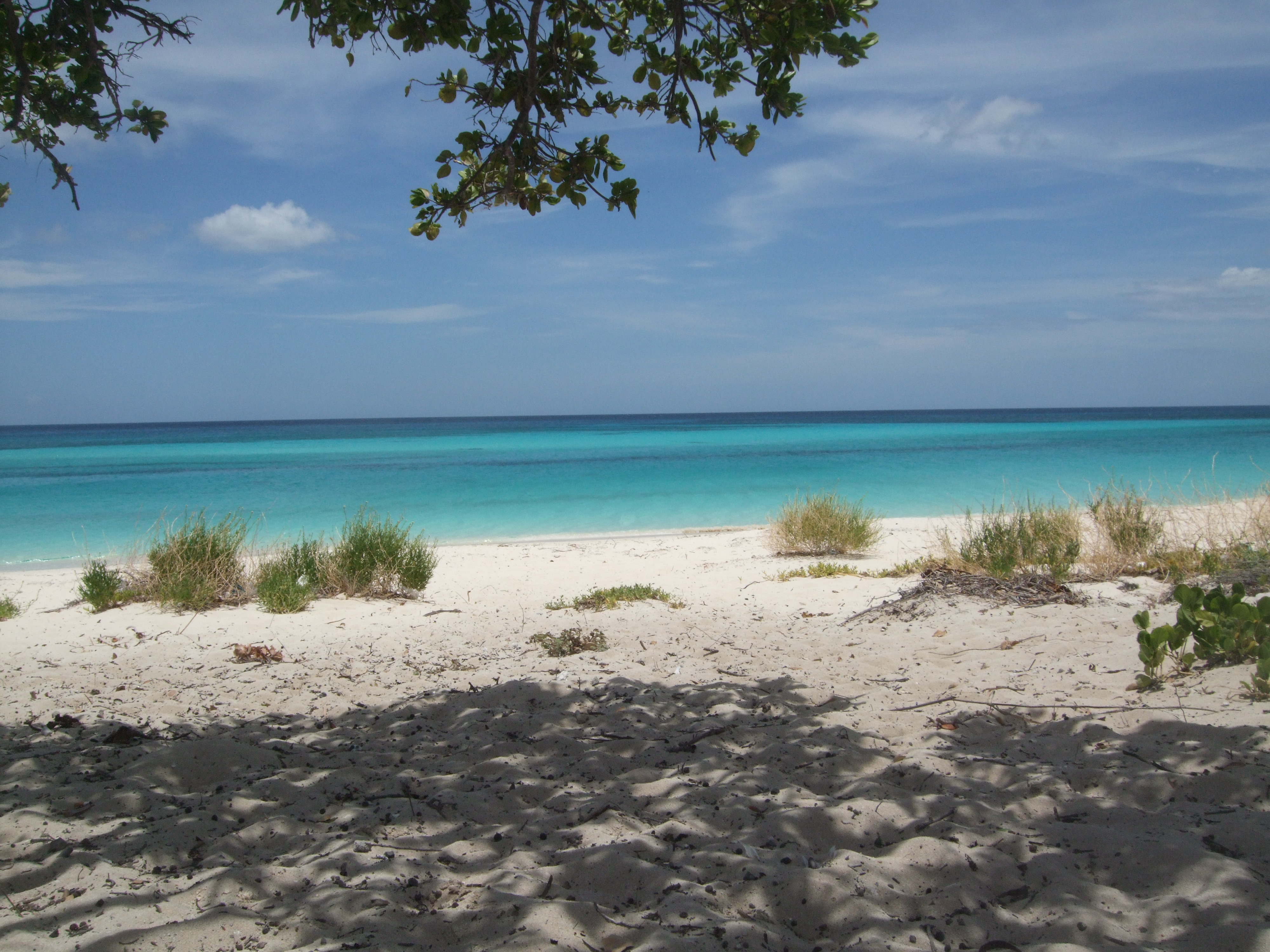
Sicht auf die Bucht.
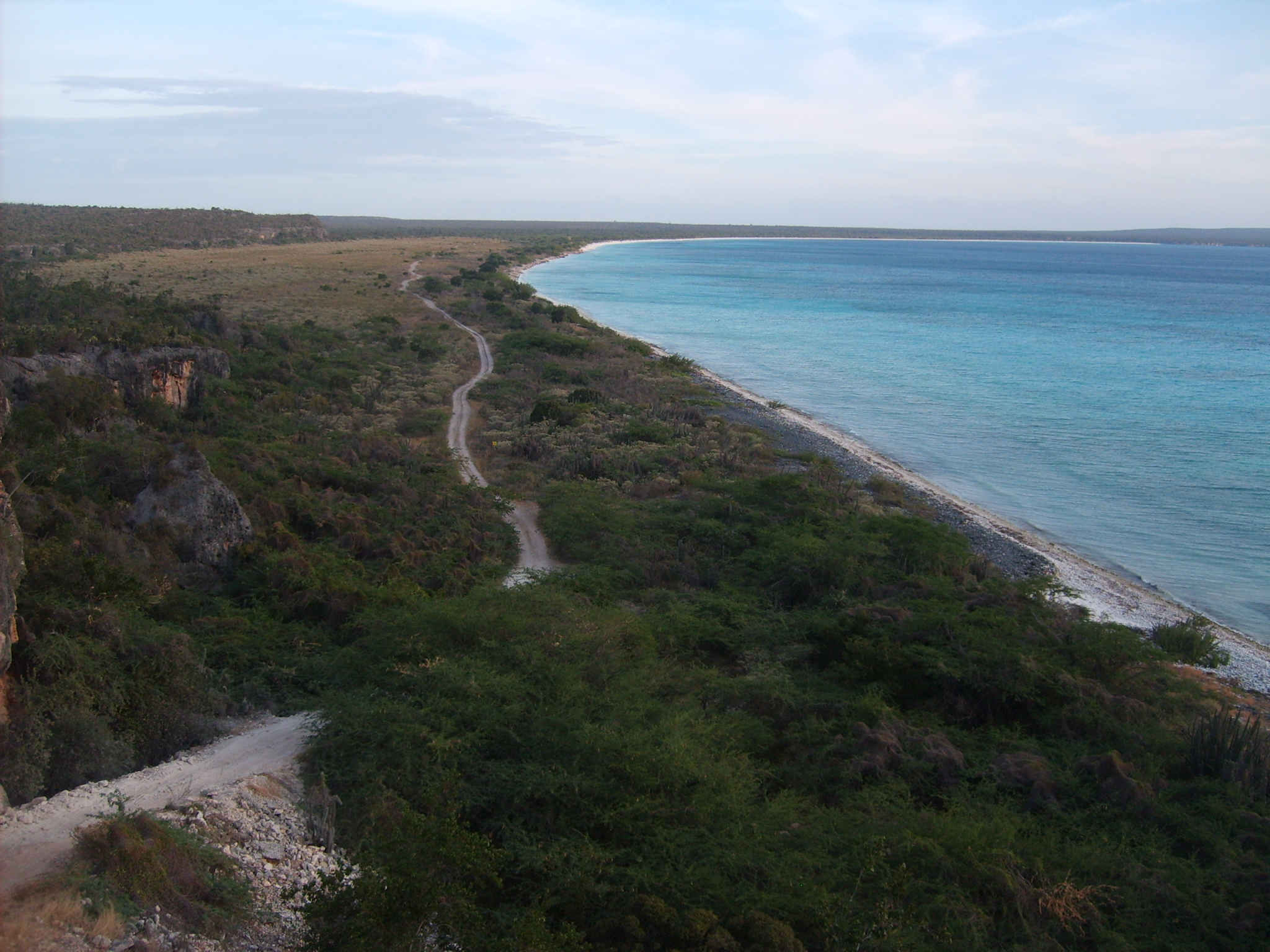
Nord-Süd Sicht vom Schotterweg.
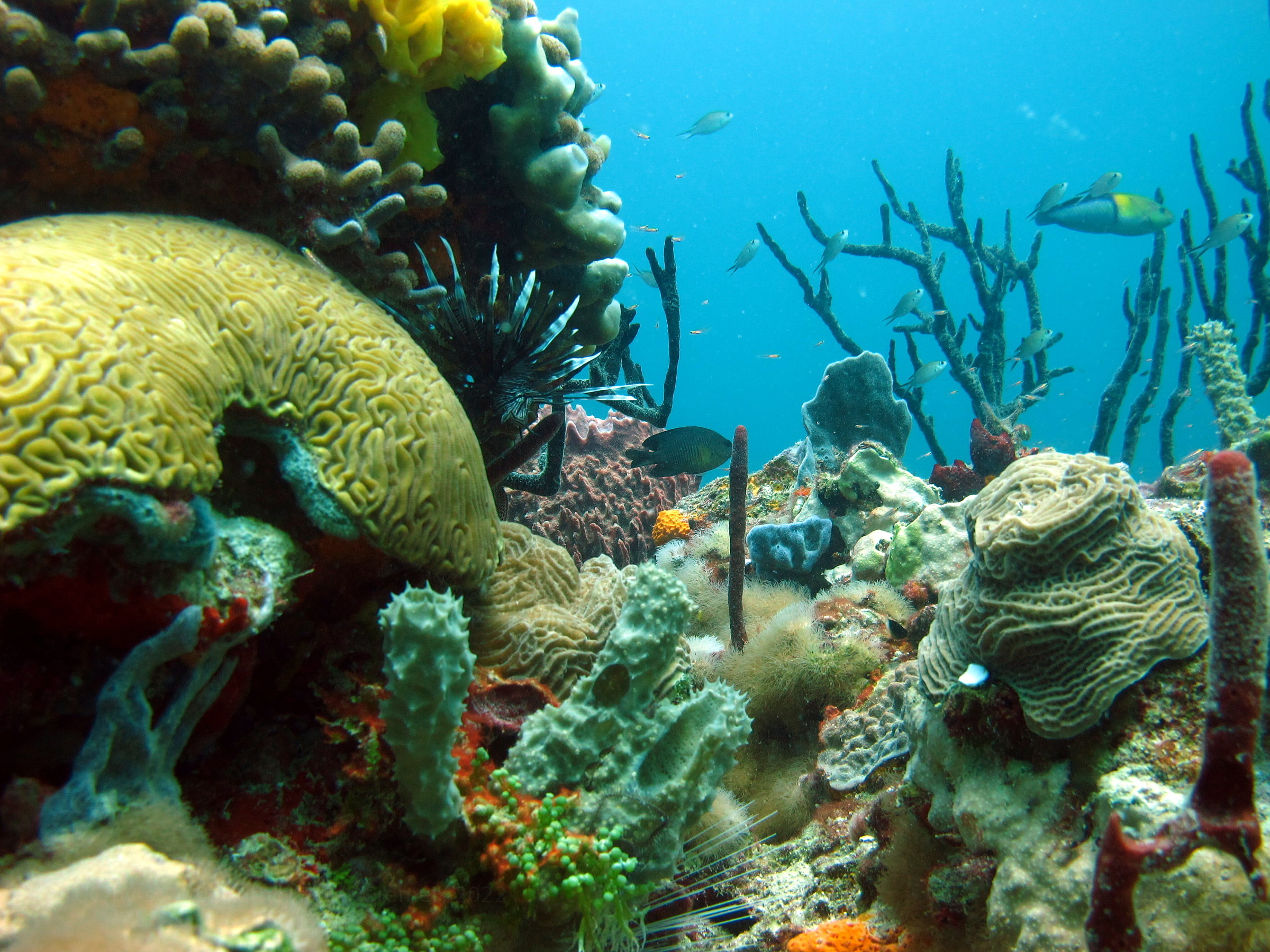
Tauchplatz: Cuidad de los peces, mitten in der Bucht.
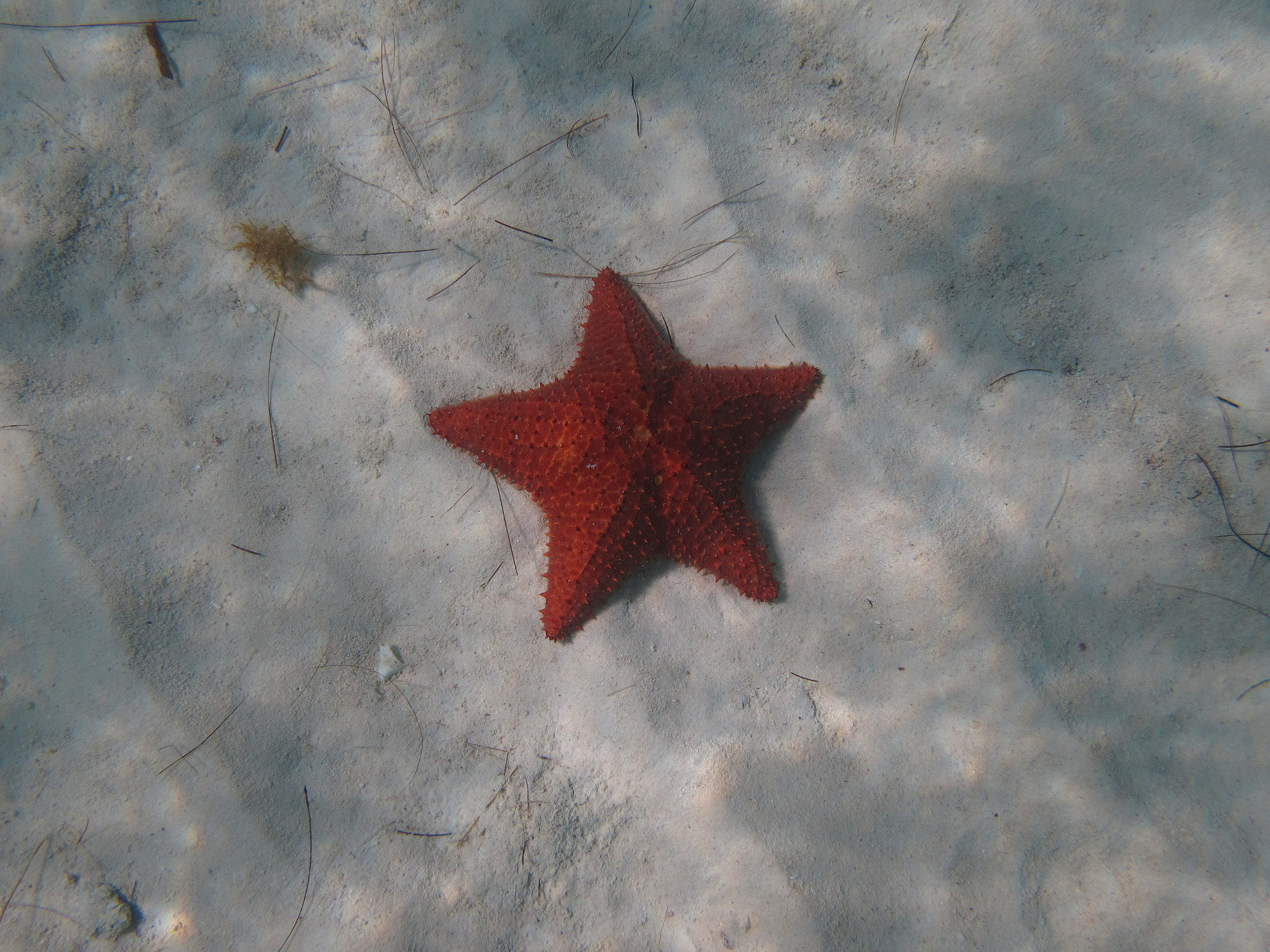
Genetzter Kissenstern am Strand der Bucht.
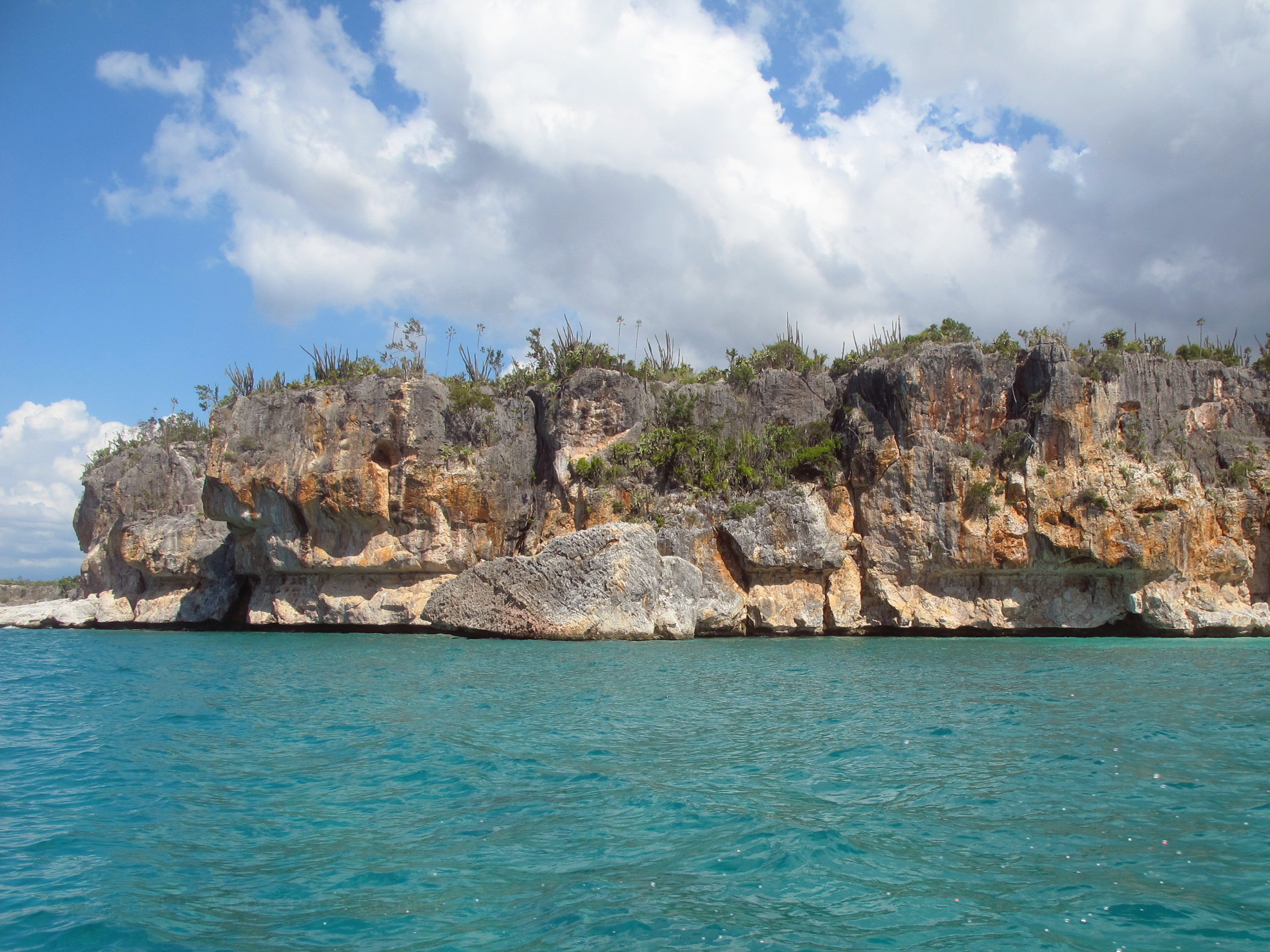
Punta Águila, das Nordende der Bucht.

#### Bahía de la Águilas

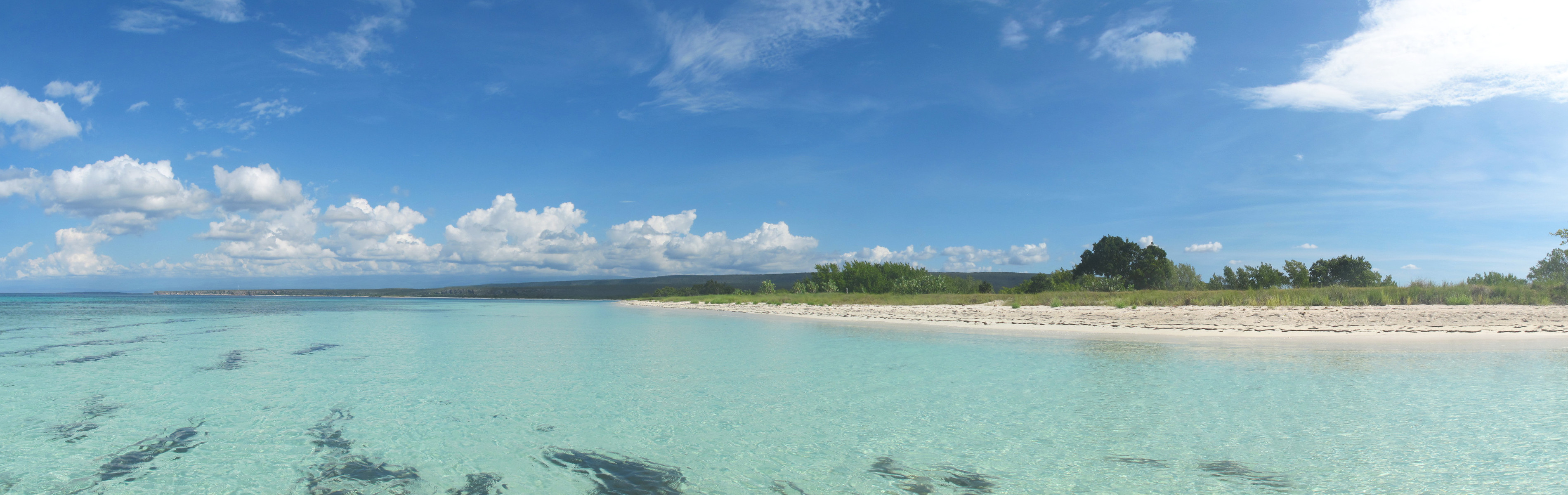
Von Süden nach Norden.

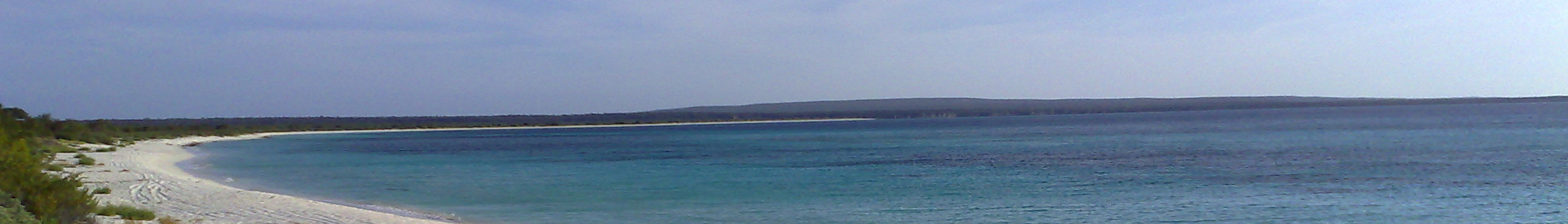
Von Norden nach Süden.

#### Cueva de los Pescadores

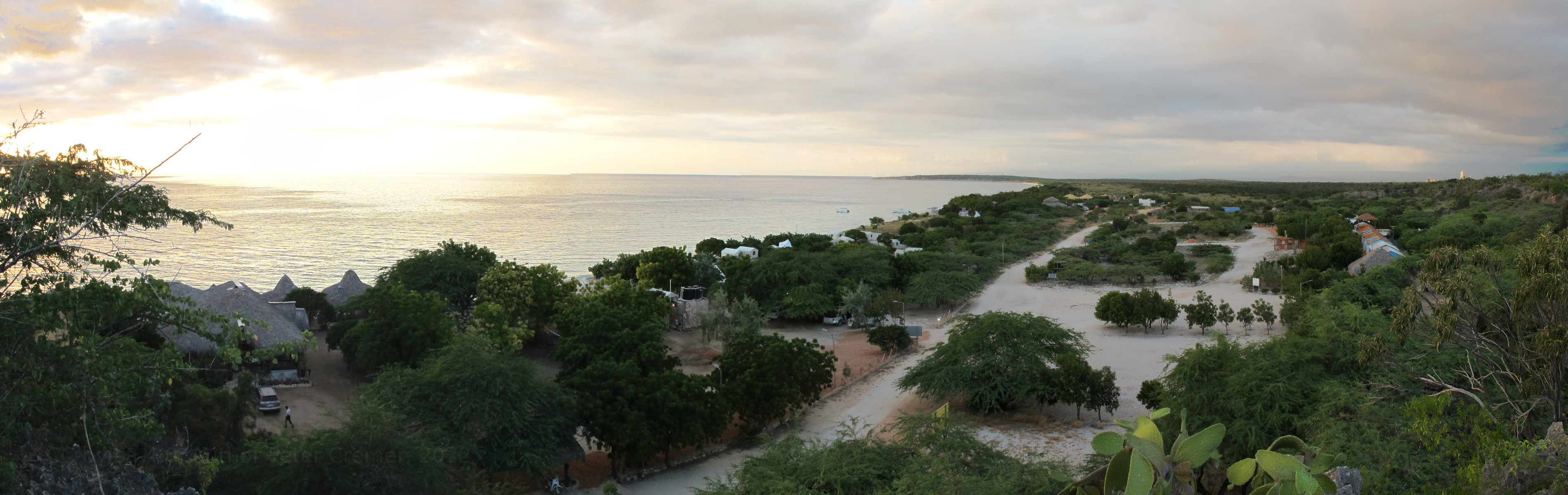
Von Süden nach Norden.